# Qasigiannguit
Qasigiannguit "små spættede sæler", (dansk navn: Christianshåb) er en by ved Diskobugten med 1.253 indbyggere (2010) i Vestgrønland, hvilket gør den til en af Grønlands største byer. Den tidligere Qasigiannguit Kommune er i dag en del af Qeqertalik Kommune.

## Historie
Allerede for 4.500 år siden slog de første mennesker sig ned på øen Qeqertasussuk, hvor en boplads fra Saqqaqkulturen er udgravet.
Qasigiannguit betyder de små plettede sæler. Bygden blev grundlagt den 25. juni 1734 på et andet sted ved Bryghusbugten som handelskoloni af den danske købmand Jacob Severin og opkaldt efter Christian 6. Severin havde indtil 1749 det af kongen tildelte monopol over den grønlandske handel. 1739 fortrængte danskerne ved Qasigiannguit med magt hollandske handelsfolk og hvalfangere, der truede det danske handelsmonopol. Fra 1736 til 1740 virkede Paul Egede som missionær i Christianshåb. 1763 blev bygden flyttet til den nuværende mere vindbeskyttede plads. Ruinerne af den gamle bygd er stadig bevaret.

## Erhverv og transport
Byen er tilsluttet det det grønlandske skibs- og helikopternet.
Produktion af levende ressourcer er hovederhvervet i byen. Tidligere var det rejer med rejefabrik, der blev grundlagt i 1959, og med den steg indbyggertallet fra 300 til 1.400. Senere er det fiskeriet af hellefisk, der har fået en stor økonomisk betydning for byen. Rejefabrikken blev nedlagt i 1999, og byen har nu i stedet en moderne hellefiskefabrik. Formodentlig er fabrikken det sted på Grønland, hvor der arbejder flest mennesker (150.) Byen har både et sygehus og en erhvervsskole og fra sommeren 2009 en efterskole (Efterskole Villads Villadsen)

## Turisme
Qasigiannguit er let tilgængelig og er kendt for at være imødekommende overfor fremmede.
Der er et enkelt hotel i byen, ét supermarked og enkelte kiosker. Af seværdigheder er der de små træhuse i forskellige farver ved bugten, de gamle kolonibygninger og museet med udstillinger fra jæger- og fangerkulturen og om inuiternes tidlige historie. Tillige er der en udstilling om byens nedlagte rejefabrik.
Om sommeren levendegøres tidligere inuiters levevis i den såkaldte Levende Boplads, hvor turister og andre kan se klædedragter og levevis fra 1700-tallet.
Specielt for området er de varme somre med temperaturer på op til 27 grader celsius, hvor solen jo skinner hele døgnet.
Syd for Ilulissat Isfjord ligger Qasigiannguit i et naturområde med fjelde, tundrasletter, grønne pas, blå fjorde, bjergtoppe med udsigt til Isfjorden og Diskoøen. Området er velegnet til vandreture. Hundeslædesæsonen starter i december. Fra juni til oktober kan man opleve hvaler – blandt andet fra terrassen på Hotel Disco Bay.

## Socialvæsen
I byen er der en skole kaldet Juunarsip Atuarfia, der har 1. til 10. klassetrin. Skolen har ca. 250 elever.

## Venskabsbyer
- Skive
- Kongsvinger
- Arvika